# علي غيتس
علي غيتس (بالإنجليزية: Ali Gates)‏ هو شخصية أعمال أمريكي، ولد في 31 أغسطس 1995 في هارلم في الولايات المتحدة.